# Aphareus furca
Aphareus furca is een straalvinnige vis uit de familie van snappers (Lutjanidae), orde van baarsachtigen (Perciformes). De vis kan maximaal 70 centimeter lang en 906 gram zwaar worden.

## Leefomgeving
Aphareus furca is een zoutwatervis. De soort komt voor in tropische wateren in de Grote en Indische Oceaan op een diepte tot 122 meter.

## Relatie tot de mens
Aphareus furca is voor de visserij van aanzienlijk commercieel belang. In de hengelsport wordt er weinig op de vis gejaagd.
Voor de mens is Aphareus furca potentieel gevaarlijk, omdat er meldingen van ciguatera-vergiftiging zijn geweest.